# VI edició dels Premis Platino
La VI edició dels Premis Platino, presentats per la Entitat de Gestió de Drets dels Productors Audiovisuals i Federació Iberoamericana de Productors Cinematogràfics i Audiovisuals, van honrar el millor del cinema iberoamericà estrenat en 2018. La cerimònia va tenir lloc el 12 de maig de 2019 a la Riviera Maya (Mèxic). Les nominacions van ser anunciades el 21 de març de 2019. La gala va ser presentada per l'actor espanyol Santiago Segura i l'actriu mexicana Cecilia Suárez.
La pel·lícula que va rebre el major nombre de nominacions i premis va ser Roma.

## Nominats i guanyadors
Els guanyadors encapçalen cada categoria ressaltats en negreta.
| Millor pel·lícula iberoamericana de ficció - Roma - Campeones - La noche de 12 años - Pájaros de verano | Millor direcció - Alfonso Cuarón — Roma - Álvaro Brechner — La noche de 12 años - Javier Fesser — Campeones - Cristina Gallego, Ciro Guerra — Pájaros de verano                     |
| Millor interpretació femenina - Ana Brun — Las herederas - Yalitza Aparicio — Roma - Penélope Cruz — Todos lo saben - Marina de Tavira — Roma                                                                   | Millor interpretació masculina - Antonio de la Torre — El reino - Javier Bardem — Todos lo saben - Lorenzo Ferro — El Ángel - Javier Gutiérrez — Campeones                          |
| Millor guió - Roma – Alfonso Cuarón - Campeones – Javier Fesser, David Marqués - La noche de 12 años – Álvaro Brechner - Las herederas – Marcelo Martinessi                                                     | Millor música original - Yuli — Alberto Iglesias - El reino — Olivier Arson - La noche de 12 años — Federico Jusid - O Grande Circo Místico — Chico Buarque, Edu Lobo               |
| Millor pel·lícula d'animació - Un día más con vida - La casa lobo - Memòries d'un home en pijama - Virus tropical                                                                                               | Millor pel·lícula documental - El silencio de otros - Camarón: Flamenco y revolución - La libertad del diablo - Yo no me llamo Rubén Blades                                         |
| Millor opera prima de ficció - Las herederas — Marcelo Martinessi - Carmen y Lola — Arantxa Echevarría - La familia — Gustavo Rondón Córdova - Viaje al cuarto de una madre — Celia Rico Clavellino             | Millor direcció de muntatge - El reino — Alberto del Campo - El Ángel — Guillermo Gatti - Pájaros de verano — Miguel Schverdfinger - Roma — Alfonso Cuarón, Adam Gough              |
| Millor direcció artística - Pájaros de verano — Angélica Perea - El hombre que mató a Don Quijote — Benjamín Fernández - O Grande Circo Místico — Artur Pinheiro - Roma — Eugenio Caballero                     | Millor direcció de fotografia - Roma — Alfonso Cuarón - La noche de 12 años — Carlos Catalán - Las herederas — Luis Armando Arteaga - Pájaros de verano — David Gallego             |
| Millor direcció de so - Roma — Sergio Díaz, José Antonio García, Craig Henighan, Skip Lievsay - El Ángel — José Luis Díaz - El reino — Roberto Fernández, Alfonso Raposo - Pájaros de verano — Carlos E. García | Cinema i Educació en Valors - Campeones - Carmen y Lola - La noche de 12 años - Las herederas                                                                                       |
| Millor interpretació femenina en minisèrie o telesèrie - Cecilia Suárez — La casa de las flores - Anna Castillo — Arde Madrid - Inma Cuesta — Arde Madrid - Najwa Nimri — Vis a vis                             | Millor interpretación masculina en miniserie o teleserie - Diego Luna — Narcos: México - Diego Boneta — Luis Miguel: la serie - Nicolás Furtado — El marginal - Javier Rey — Fariña |
| Millor miniserie o teleserie cinematográfica iberoamericana - Arde Madrid - El marginal - La casa de las flores - Narcos: México                                                                                | |

## Cerimònia

### Actuacions
| Nom         | Acte         |
| ----------- | ------------ |
| Lali        | Popurri Lali |
| Sofía Reyes | «1, 2, 3»    |

## Premis i nominacions múltiples
| Pel·lícula             | País(os) de producció       | Nominacions | Premis |
| ---------------------- | --------------------------- | ----------- | ------ |
| Roma                   | Mèxic                       | 9           | 5      |
| La noche de 12 años    | Espanya, Argentina, Uruguai | 6           | 0      |
| Pájaros de verano      | Colòmbia, Mèxic             | 6           | 1      |
| Campeones              | Espanya                     | 5           | 1      |
| Las herederas          | Paraguai, Uruguai, Brasil   | 5           | 2      |
| El reino               | Espanya                     | 4           | 2      |
| Arde Madrid            | Espanya                     | 3           | 1      |
| El Ángel               | Argentina, Espanya          | 3           | 0      |
| Carmen y Lola          | Espanya                     | 2           | 0      |
| El marginal            | Argentina                   | 2           | 0      |
| La casa de las flores  | Mèxic                       | 2           | 1      |
| Narcos México          | Mèxic                       | 2           | 1      |
| O Grande Circo Místico | Brasil, Portugal            | 2           | 0      |
| Todos lo saben         | Espanya                     | 2           | 0      |